# 51983 Геніг
51983 Геніг (51983 Hönig) — астероїд головного поясу, відкритий 19 вересня 2001 року.
Тіссеранів параметр щодо Юпітера — 3,024.